# Junta Electoral de Zona de Santoña
La Junta Electoral de Zona de Santoña es una de las seis en las que se divide la comunidad autónoma de Cantabria, creada en 1985 mediante la Ley Orgánica 5/1985, de 19 de junio, del Régimen Electoral General, en España.
De acuerdo con la mencionada ley, el ámbito territorial de las juntas electorales de zona coinciden con los partidos judiciales existentes en las elecciones locales de 1979. Por ello, la Junta Electoral de Santoña no se vio afectada por la posterior creación del Partido judicial de Medio Cudeyo en 1988 mediante la Ley 38/1988, de 28 de diciembre, de Demarcación y de Planta Judicial. Por este motivo, esta junta electoral no incluye los términos municipales de Ribamontán al Mar y Ribamontán al Monte que quedaron comprendidos en la Junta Electoral de Zona de Santander.

## Ámbito geográfico
Esta Junta Electoral de Zona incluye en ámbito geográfico del actual Partido judicial de Santoña excepto los mencionados municipios de Ribamontán al Mar y Ribamontán al Monte.
| Sede de la junta | Municipios que comprende                                                                                    |
| ---------------- | --- |
| Santoña          | Argoños, Arnuero, Bárcena de Cicero, Bareyo, Escalante, Hazas de Cesto, Meruelo, Noja, Santoña y Solórzano. |